# Бовил (Ајдахо)
Бовил (енгл. Bovill) град је у америчкој савезној држави Ајдахо.

## Демографија
По попису из 2010. године број становника је 260, што је 45 (-14,8%) становника мање него 2000. године.
| Група             | 2000.       | 2010.       |
| Белци             | 285 (93,4%) | 250 (96,2%) |
| Афроамериканци    | 0 (0,0%)    | 0 (0,0%)    |
| Азијати           | 3 (1,0%)    | 0 (0,0%)    |
| Хиспаноамериканци | 9 (3,0%)    | 1 (0,4%)    |
| Укупно            | 305         | 260         |